# Krumpen
Krumpen var en uradelig jysk slægt, hvis tidligst kendte medlem er Oluf Eriksen, der omtales i  1308. Slægtens betydning kulminerede i 1500-tallet med brødrene Stygge Krumpen og Otte Krumpen, der var henholdsvis biskop og rigsmarsk. Ingen af de to fik arvinger, så med dem uddøde slægten på mandssiden. Møllehjulet i slægtens våben kendes også fra andre jyske slægter, fx Lykke, Mus og Prip.
Slægtens gravplads var i Mariager Klosterkirke.

## Andre medlemmer af slægten
- Karine Clausdatter Krumpen
- Niels Krumpen
- Barsbek Krumpen